# 블랙매직 URSA
블랙매직 URSA(Blackmagic URSA)는 블랙매직 디자인이 개발 및 제조한 디지털 영화 카메라로, 2014년 8월 8일에 출시되었다. 이 카메라는 블랙매직 및 다른 타사 제조사에서 만든 추가 장비를 사용자가 업그레이드할 수 있는 최초의 카메라이다.

## 역사
2014년 4월 NAB 쇼에서 블랙매직 디자인은 시네마 카메라의 텔레비전 지향 버전인 스튜디오 카메라와 함께 추가 장비를 사용자가 업그레이드할 수 있는 최초의 디지털 영화 카메라인 URSA를 발표했다. 11월에는 펌웨어 업데이트를 통해 프레임 레이트가 80p로 최대화되었고, RAW 파일에 새로운 3:1 압축률이 추가되었다.
2015년 4월, URSA Mini가 발표되었고 모든 URSA 모델 및 변형은 창 모드 1080p 해상도의 최대 프레임 레이트를 150fps로 업그레이드하고 애플 ProRes 444 XQ를 지원하며 2세대 센서로 모델을 업데이트하는 또 다른 업데이트를 받았다. 9월에는 Mini에 B4 렌즈 마운트가 추가되었다. URSA Mini의 4.6K 버전은 2016년 3월에 출시되었는데, 글로벌 셔터가 없다는 논란을 불러일으켰다. 8월에는 URSA Mini용 재설계된 Camera Utility 4.0의 공개 베타가 출시되었다.

## 디자인

### 사양 및 하드웨어
카메라는 4K 및 4.6K 사양으로 출시될 수 있으며, 최대 해상도는 4.6K 사양의 경우 4608 x 2592, 4K의 경우 4000 x 2160이다. 모든 모델 및 변형에는 DaVinci Resolve가 포함되어 있다. 카메라는 두 개의 디스플레이로 구성된다. 물리적 버튼으로 제어되는 메인 10.1인치 플립아웃 TFT-LCD 디스플레이와 녹화 상태를 표시하고 다른 작업자가 기능에 접근하는 데 사용할 수 있는 5인치 LCD 정전식 터치스크린이 있다. 이 카메라는 비손실 CinemaDNG RAW, RAW 3:1 및 4:1, 그리고 애플 ProRes를 녹화한다.
| 모델 | 포맷                    | FPS                                                       | 최대 해상도 | RAW @ 80FPS (평균) 최대 쓰기 속도                                |
| ---- | ----------------------- | --------------------------------------------------------- | ----------- | ---------------------------------------------------------------- |
| EF   | RAW, ProRes 4444 및 422 | 23.98, 24, 25, 29.97, 30, 50, 59.94, 60, 80, 90, 120, 240 | 4000 x 2160 | 8MB/프레임 (640 MB/s - 64 GB에서 1분 40초 / 128 GB에서 3분 20초) |
| PL   | RAW, ProRes 4444 및 422 | 23.98, 24, 25, 29.97, 30, 50, 59.94, 60, 80, 90, 120, 240 | 4000 x 2160 | 8MB/프레임 (640 MB/s - 64 GB에서 1분 40초 / 128 GB에서 3분 20초) |
| 방송 | ProRes 4444 및 422      | 23.98, 24, 25, 29.97, 30, 50, 59.94, 60                   | 3840 x 2160 | 6MB/프레임 (360 MB/s - 64 GB에서 2분 58초 / 128 GB에서 5분 54초) |
| HDMI | RAW, ProRes 4444 및 422 | 빈칸                                                      | 3840 x 2160 | 6MB/프레임 (360 MB/s - 64 GB에서 2분 58초 / 128 GB에서 5분 54초) |

### 소프트웨어
URSA는 시네마 카메라에도 사용되는 블랙매직이 개발한 사유 소프트웨어인 Camera Utility를 사용한다. 이 소프트웨어는 사용자에게 촬영, 테이크 및 장면 번호, 그리고 파일 이름을 포함하되 이에 국한되지 않는 단일 파일에 대한 메타데이터를 추가할 수 있도록 한다. 그러나 시스템은 무선 펌웨어와 같은 다른 기술 대신 USB를 사용하여 컴퓨터를 통해 업데이트해야 한다.

## 모델 및 변형

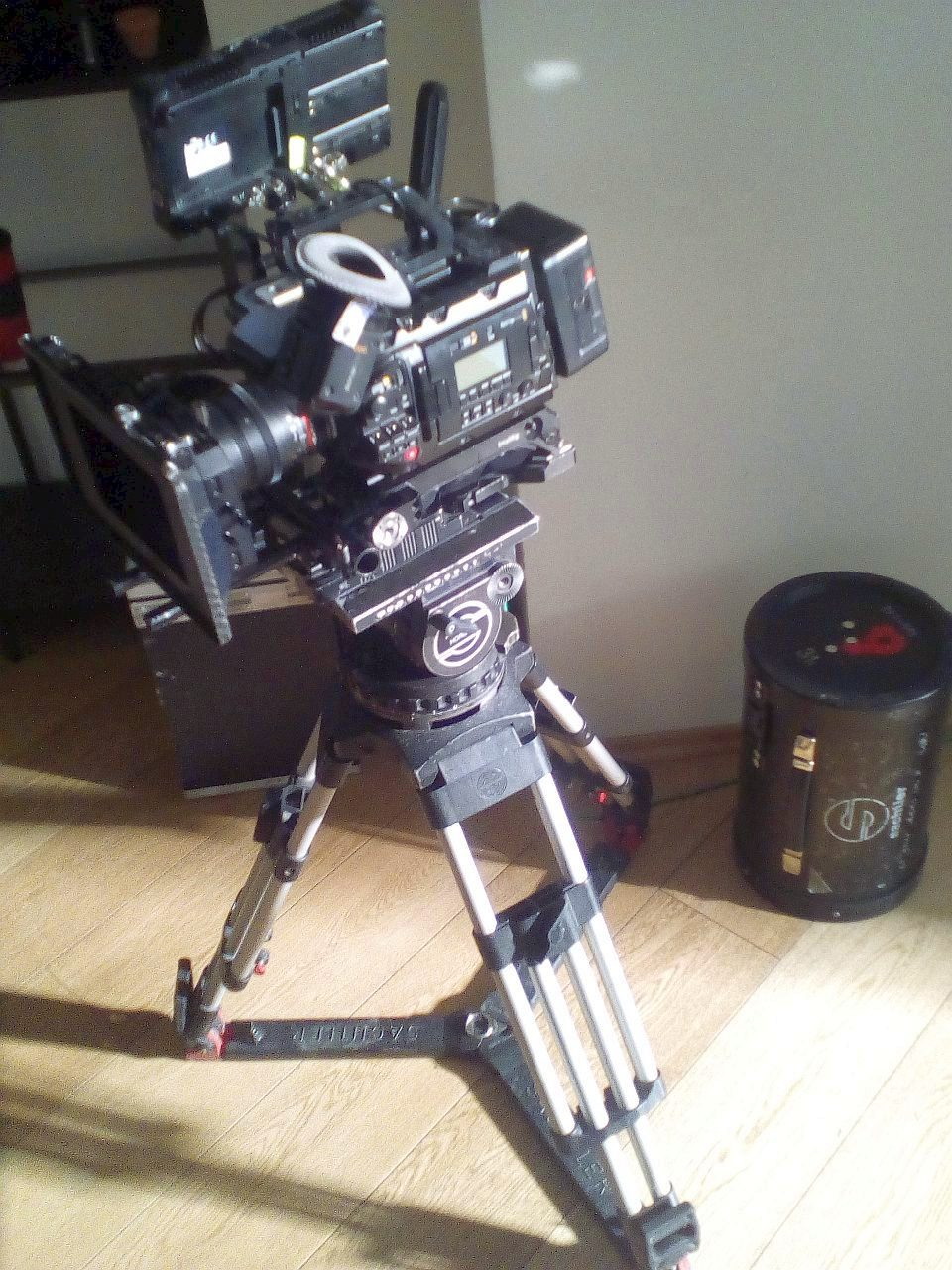
캐논 EF 마운트 및 렌즈가 장착된 블랙매직 URSA 미니 비디오 카메라

URSA는 EF, PL, HDMI, 방송의 네 가지 모델로 제공된다. EF 및 PL 마운트는 교환식이며 모든 호환 렌즈와 함께 작동할 수 있다. 그러나 HDMI 모델은 렌즈 시스템이 전혀 없으며 별도의 카메라를 HDMI를 통해 카메라에 연결하여 녹화해야 한다. URSA에 카메라를 장착하기 위한 나사식 카메라 마운트가 있다. 방송 모델은 Ultra HD 방송에 최적화된 센서와 특수 B4 렌즈 마운트 및 본체에 ND 필터 휠을 사용한다.

### URSA Mini
블랙매직 URSA 미니는 URSA 카메라의 변형이다. 4.6k 변형은 2016년 3월 17일에 출시되었다. URSA보다 작은 폼팩터이며 4.6k 변형의 보조 5인치 터치스크린, 글로벌 셔터 및 기타 기능을 잃어 일부 기능과 특징이 부족하다. 그러나 4K 및 4.6K 사양으로 출시되며 EF 및 PL 마운트로 제공된다.

### URSA Mini Pro
블랙매직 URSA 미니 프로는 2017년 3월 2일에 출시되었다. URSA 미니와 비교하여 내부 ND 휠, 어깨 접근 제어, 보조 4인치 터치스크린, 2개의 SD 및 2개의 C.Fast 슬롯, 자동 초점 렌즈를 사용한 자동 핸디 포커스, 고속 프레임 레이트 녹화, HFR 모드, 타임랩스 녹화, 비디오 방송 녹화 기능이 추가되었으며 4.6K 사양으로만 출시된다. 가장 독특한 기능은 사용자 교환식 렌즈 마운트이다. 카메라는 EF 마운트와 함께 제공되며, 출시 당시 PL 및 B4 마운트 모듈을 구매할 수 있었다.

### URSA Broadcast
블랙매직 URSA 브로드캐스트는 2018년 2월 1일에 출시되었다. URSA "미니"는 아니지만, URSA 브로드캐스트는 URSA 미니 프로와 동일한 플랫폼을 사용한다. 이 카메라는 4K 센서, 2/3" 스타일 B4 렌즈 마운트, 전통적인 외부 제어 (미니 프로와 유사), 내장 광학 ND 필터, 듀얼 CFast 및 듀얼 SD 카드 레코더를 특징으로 한다. 브로드캐스트는 B4 마운트와 함께 제공되지만, 카메라는 블랙매직에서 별도로 판매하는 EF, PL 및 F 마운트와 호환된다. 실제 센서 크기는 약 13.056mm x 7.344mm로, 2/3" 센서보다 1" 센서에 가깝다.

### URSA Broadcast G2
블랙매직 URSA 브로드캐스트 G2는 2021년 11월 12일에 출시되었다. 이 카메라는 URSA 브로드캐스트 카메라 라인의 2세대 모델이며, 6K 슈퍼 35 센서를 특징으로 한다. 이 카메라는 한동안 개발 중이었지만, 이전 세대에 사용된 센서 조달의 어려움으로 인해 우선 순위가 높아졌다. 6K 센서를 장착했음에도 불구하고, 이 카메라는 B4 마운트와 B4 방송 렌즈를 사용할 경우 4K로만 촬영할 수 있지만, PL, EF 또는 F와 같은 다른 렌즈 마운트를 사용할 경우 6K로 촬영할 수 있다. EF 마운트는 카메라와 함께 제공된다.

### URSA Mini Pro 4.6K G2
2세대 URSA 카메라 블랙매직 URSA 미니 프로 4.6K G2는 2019년 3월에 발표되었다. URSA 미니 프로 4.6K G2는 4.6K 해상도와 전통적인 방송 카메라의 기능 및 제어를 결합한 전문가용 디지털 필름 카메라이다. 2세대 URSA 미니 프로는 완전히 재설계된 내부 전자 장치와 훨씬 높은 프레임 레이트 촬영을 위한 슈퍼 35mm 4.6K HDR 이미지 센서를 특징으로 한다. 이 카메라는 또한 내장 ND 필터, 교환식 렌즈 마운트, Blackmagic RAW 지원, 그리고 듀얼 CFast 및 SD UHS-II 카드 레코더를 갖추고 있다. 초당 최대 300프레임으로 비디오를 녹화할 수 있다. Pro 버전에는 또한 사용자가 플래시 드라이브 또는 SSD 디스크에 직접 녹화할 수 있는 USB-C 확장 포트가 있다.

### URSA Mini Pro 12K
블랙매직 URSA 미니 프로 12K는 2020년 7월 16일에 출시되었다. URSA 미니 프로 12K는 URSA 미니 카메라 라인에 가장 최근에 추가된 모델이며, 현재까지 모든 디지털 필름 카메라 중 가장 높은 해상도 센서를 자랑한다. 이 카메라는 맞춤형 센서를 특징으로 하며, 베이어 패턴을 사용하지 않고 표준 빨간색, 녹색, 파란색 필터와 함께 흰색 필터도 포함하는 센서를 선택했다. 이 카메라는 Blackmagic Raw로만 녹화된다. 이 카메라는 17:9에서 12K를 60fps로, 4K, 6K, 8K를 120fps로, 그리고 4K를 240fps로 녹화할 수 있지만, 고속 프레임 레이트 4K 및 6K는 크롭된 슈퍼 16으로 녹화된다. 카메라는 PL 마운트와 함께 제공되지만, 다른 마운트도 구매할 수 있다. 이 카메라는 또한 내장 ND 필터를 가지고 있으며, 14 스톱의 다이내믹 레인지를 자랑한다.

### URSA Mini Pro 12K OLPF
블랙매직 URSA 미니 프로 12K OLPF는 2023년 4월 16일에 출시되었다. 이 모델은 원래 12K 모델과 동일하며 센서 앞에 광학 저역 통과 필터가 추가되었다. 이전 모델과 달리 OLPF 버전은 넷플릭스 승인 카메라 목록에 추가되었다.

### URSA CINE 12K
블랙매직 URSA 시네 12K는 2024년 4월 12일에 발표되었으며, 풀 프레임 대형 포맷 센서를 탑재한 최초의 URSA 카메라이다. 이 카메라는 16스톱의 다이내믹 레인지를 제공한다고 알려진 센서를 가지고 있으며, 이전 URSA 미니 프로 12K 모델과 마찬가지로 표준 베이어 패턴이 아닌 맞춤형 RGBW 센서 레이아웃을 사용한다. 이 카메라는 교환식 PL, EF 및 LPL 렌즈 마운트, 여러 내장 모니터, 내장 ND 필터를 가지고 있다. 12K에서 최대 80fps, 8K에서 144fps, 4K에서 240fps로 녹화할 수 있다. 블랙매직의 첫 번째 카메라로 새로운 B-마운트 배터리 플레이트가 기본으로 제공되지만, V-마운트 및 골드 마운트도 사용할 수 있다. 이 카메라는 기본 저장 매체로 새로운 8TB 미디어 모듈을 사용하며, CFexpress 어댑터도 출시될 예정이다.

### URSA CINE 17K
블랙매직 URSA 시네 17K는 2024년 4월 12일에 함께 발표되었다. 이 카메라는 URSA 시네 12K와 동일한 본체를 공유하며, 주요 차이점은 17K 65mm 디지털 센서와 교환식 LPL 및 Hasselblad 렌즈 마운트를 가지고 있다는 것이다.

## 액세서리

### 뷰파인더
블랙매직 URSA 뷰파인더는 블랙매직 디자인에서 만든 뷰파인더이다. 1080p OLED 화면으로 구성되어 있으며 왼쪽 및 오른쪽 눈에 맞게 초점과 조절이 가능하고 "아이 센서"라고 불리는 근접 센서로만 켜진다. 디옵터도 사용자 조절이 가능하다. URSA 및 URSA 미니 상단 또는 호환되는 모든 마운트에 나사로 고정되며 BNC-SDI 연결 및 XLR을 통해 연결되어 이러한 포트가 있는 카메라와 호환된다.

### 스튜디오 뷰파인더
블랙매직 URSA 스튜디오 뷰파인더는 블랙매직에서 만든 뷰파인더 디스플레이로, URSA Mini 전용이다. 7인치 LCD 화면, 메뉴 버튼 및 다양한 노출, 초점 및 프레이밍 가이드를 표시할 수 있는 세 개의 기능 버튼, 그리고 메뉴를 불러오고 밝기, 대비 및 피킹 감도를 제어하는 네 개의 노브로 구성되어 있다. 미니 카메라 상단에 장착되며 조절 가능하고, 탈착식 선 후드와 측면에 금속 손잡이가 있다.